# Římskokatolická farnost Křižany

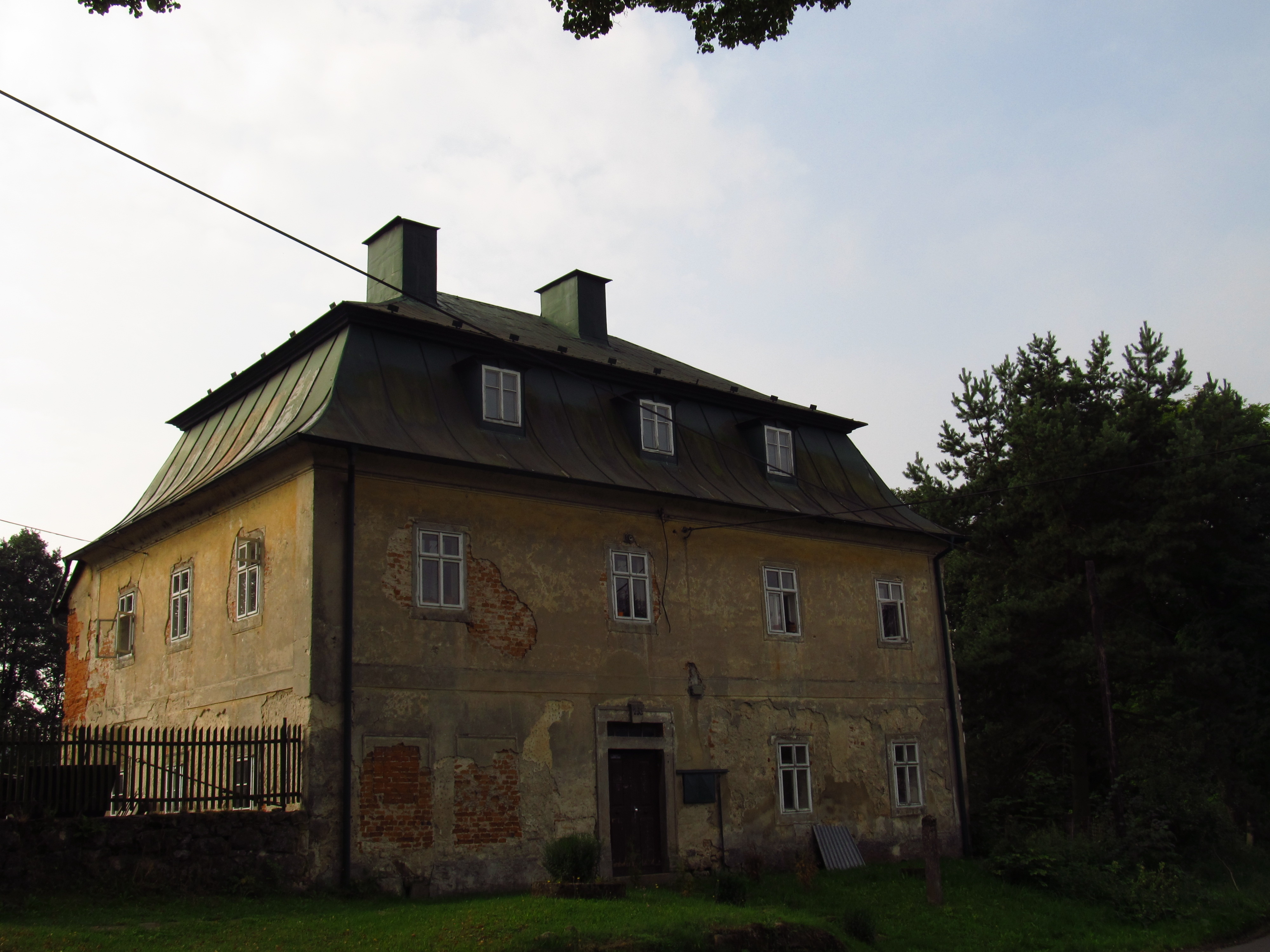
Fara v Křižanech

Římskokatolická farnost Křižany (lat. Chrisdorfium) je církevní správní jednotka sdružující římské katolíky na území obce Křižany a v jejím okolí. Organizačně spadá do libereckého vikariátu, který je jedním z 10 vikariátů litoměřické diecéze. Centrem farnosti je kostel svatého Maxmiliána v Křižanech.

## Historie farnosti
Farnost existovala již před rokem 1352. Tato stará farnost (plebánie) zanikla za husitských válek. Od roku 1651 jsou v místě vedeny matriky. V letech 1672–1724 bylo území farnosti v duchovní správě farnosti Hrádek nad Nisou. Nově byla farnost kanonicky ustavena od roku 1724.

### Duchovní správci vedoucí farnost
Začátek působnosti jmenovaného v duchovní správě farnosti od:
Nicolaus † 1378
- 1378   Wenceslaus
- 1379   Nicolaus
- Sidonius, † 1395
- 1395   Joannes
- 1395   Joannes
- Wenceslaus, † 1397
- 1397   Joannes
- 1418   Slavko ze Skalice
- Georgius, † 1422
- 1422   Mathias
- 1720   cap. resid. Joannes Georg. Meyer
- 1724   proto-par. (1. farář) Joannes Georg. Meyer
- 1726   Joannes Schneider
- 1738   Antonius Watzke
- Antonius Schneider
- 1751   Josephus Tugemann
- 1752   Joannes Zebisch
- 1753   Joannes Schöpfer
- 1755   Adamus Ruffert
- 1759   Dominicus Wolf
- 1760   Carolus Jung
- 1772   Ignat. Waeber
- 1794   Carol. Trenkler, † 11. 10. 1805
- 1806   Car. Felgenhauer, n. 28. 1. 1751 Reichenberg., † 28. 6. 1815
- 1815   Jos. Seibt, n. 13. 5. 1779 Friedland, o. 6. 9. 1803, † 28. 8. 1854
- 1827   Jos. Wagenknecht, 1. 5. 1785 Weisskirchna, o. 17. 8. 1812, † 1. 3. 1828
- 1828   Florian. Appelt, n. 20. 4. 1788 Doerflens., o. 7. 8. 1813, † 30. 11. 1857
- 1833   Aloys. Harnisch, n. 28. 1. 1783 Franzberg, o. 16. 8. 1809, † 15. 12. 1858
- 1847   Steph. Sommer, n. 26.  12. 1797 Oberebersdorf., o. 7. 9. 1823, † 7. 8. 1850
- 1851   par. vacat, admin. interc. Car. Hoffmann
- 1852   Jos. Hittel, n. 23. 9. 1804 Tetschen, o. 28. 9. 1832, † 16. 12. 1863
- 1859   Franc. Hausmann, n. 23. 8. 1810 Schoenwald., o. 3. 8. 1836, † 12. 7. 1879
- 1879   par. vacat, admin. interc. Jos. Tschörch
- 1881   Jos. Jahn, n. 18. 4. 1829 Reichenberg, o. 25. 7. 1851, † 8. 8. 1907
- 1885   Franc. Sommer, n. 11. 4. 1846 Hegewald, o. 20. 7. 1869, † 16. 6. 1916
- 1888   Jos. Funke, n. 10. 4. 1850 Rückendorf, 18. 7. 1875, † 28. 10. 1924
- 1903  par. vacat, admin. interc. Jos. Schlenz
- 1904  Stephan Florian Krause, farář, n. 5. 4. 1857 Lusdorf, o. 20. 7. 1880, † 26. 12. 1939
- 1926   par. vacat, admin. interc. exc. Ferd. Gaudl
- 1. 5. 1926   Guliel. Hamann, n. 9. 8. 1886 D. Gabel, o. 11. 7. 1909, exilium 9. 8. 1945, † 16. 8. 1972
- 1. 3.  1947 Jan Böhm
- 1. 5.  1962 Josef Matura
- 1. 1.  1990 Zdeněk Flejberk OP
- 1. 12. 1993 Josef Matura
- 1. 4.  2003 František Opletal
- 13. 11. 2007 Bc. Michal Olekšák, trvalý jáhen, admin. in materialibus
- 1. 7. 2010 Radek Jurnečka, admin. exc. in spiritualibus[3]

Kromě kněží stojících v čele farnosti, působili ve farnosti v průběhu její historie i jiní kněží. Většinou pracovali jako farní vikáři, kaplani, katecheté, výpomocní duchovní aj.

#### Galerie duchovních

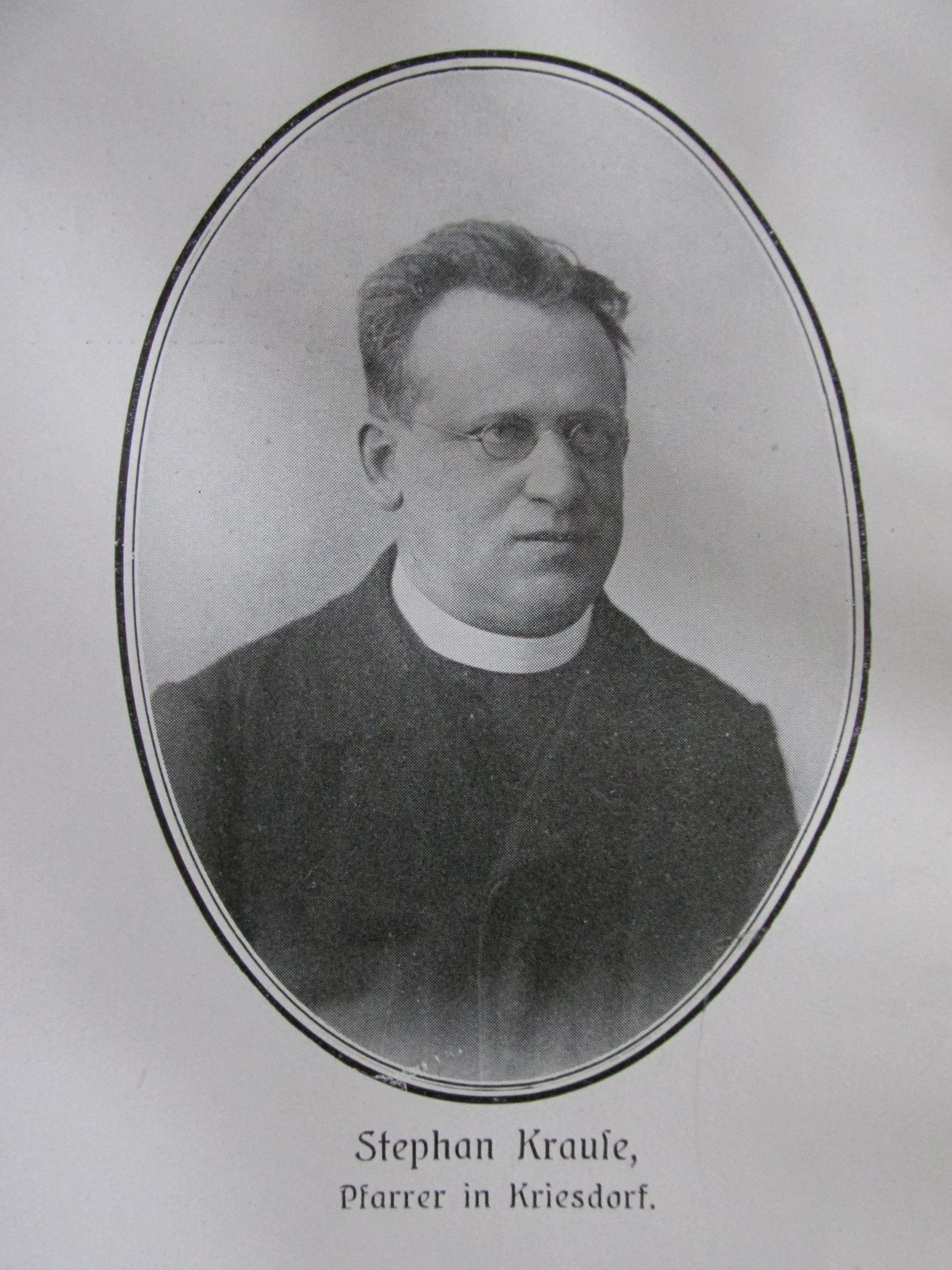
Stephan Florian Krause
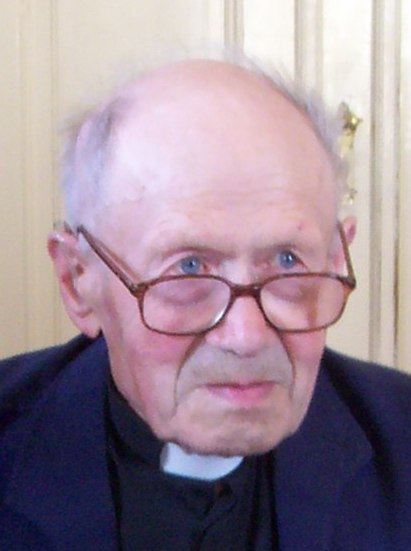
Josef Matura
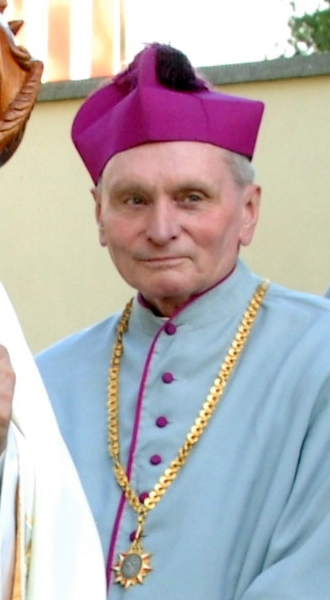
František Opletal
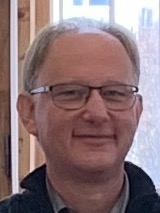
Radek Jurnečka

## Území farnosti
Do farnosti náleží území obce:
- Křižany (Kriesdorf)[p 2]

## Římskokatolické sakrální stavby na území farnosti
| Fotografie | Stavba                | Místo   | Bohoslužby                      | Zeměpisné souřadnice            | Status       | Číslo kulturní památky           |        |
| Kostel | Kostel                | Kostel  | Kostel                          | Kostel                          | Kostel       | Kostel                           | Kostel |
| --- | --------------------- | ------- | ------------------------------- | ------------------------------- | ------------ | -------------------------------- | ------ |
| | Kostel sv. Maxmiliána | Křižany | bližší informace o bohoslužbách | 50°44′19″ s. š., 14°54′8″ v. d. | farní kostel | 39093/5-4365 (Pk•MIS•Sez•Obr•WD) |        |
| Některé drobné sakrální stavby a pamětihodnosti lze dohledat zde v databázi Drobné sakrální památky Zaniklé sakrální stavby lze dohledat zde v databázi Poškozené a zničené kostely, kaple a synagogy v České republice |                       |         |                                 |                                 |              |                                  |        |

Ve farnosti se mohou nacházet i další drobné sakrální stavby, místa římskokatolického kultu a pamětihodnosti, které neobsahuje tato tabulka.

## Příslušnost k farnímu obvodu
Z důvodu efektivity duchovní správy byl vytvořen farní obvod (kolatura) farnosti – arciděkanství Liberec, jehož součástí je i farnost Křižany, která je tak spravována excurrendo. Přehled těchto kolatur je v tabulce farních obvodů libereckého vikariátu.